# 丸山浩一
丸山 浩一（まるやま こういち、1947年（昭和22年）11月30日 - ）は、日本の政治家、医師。元東京都西東京市長（2期）。

## 来歴
東京都保谷市出身。成蹊高等学校卒業。1973年（昭和48年）、東京慈恵会医科大学卒業。1975年（昭和50年）、東京慈恵会医科大学心臓血管外科に入局。
2013年（平成25年）2月3日執行の西東京市長選挙に無所属で立候補。元西東京市議会議員の森輝雄、共産党西東京市委員長の杉山昭吉ら2人の候補者を破り、初当選。投票率は36.93％。同年2月18日、市長に就任。
2017年（平成29年）、日本共産党新人を破り再選。投票率は32.90％で過去最低を記録した。
2021年の市長選挙には立候補せず2期で退任。同選挙では前副市長の池澤隆史を後継候補として指名した（結果は当選）。
2022年春の叙勲で旭日小綬章を受章。